# Damblainville
Damblainville é uma comuna francesa na região administrativa da Normandia, no departamento Calvados. Estende-se por uma área de 6,43 km². Em 2010 a comuna tinha 243 habitantes (densidade: 37,8 hab./km²).